# Седьмой спутник (фильм, 1928)
«Седьмой спутник» — советский немой художественный фильм 1928 года, снятый режиссёром Владимиром Касьяновым по одноимённой повести Бориса Лавренёва. Премьера фильма состоялась 26 ноября 1928 года. Фильм считается утерянным.

## Сюжет
Адамов, бывший военный прокурор, был арестован органами Всероссийской чрезвычайной комиссии, но освобождён после выяснения, что он в 1905 году отказался от обвинения двух революционеров. В дальнейшем он был назначен заведующим вещевым складом и затем переведён в Ревтрибунал одной из частей Красной Армии, участвовавшей в борьбе против Юденича. После пленения в результате боя Адамов отказался от сотрудничества с белогвардейцами, предпочтя смерть измене своему народу, и был расстрелян.

## В ролях
- Антонин Панкрышев — Кухтин, комендант
- Владимир Михайлов — Адамов, бывший генерал царской армии
- Мария Блюменталь-Тамарина — бывшая прислуга Адамова
- Владимир Цоппи — фоторепортёр
- Степан Кузнецов
- Марк Прудкин
- Ирина Володко
- Марк Цибульский

## Съёмочная группа
- Авторы сценария: Владимир Касьянов, Виктор Перцов
- Режиссёр: Владимир Касьянов
- Оператор: Александр Левицкий
- Художник: Виктор Аден

## Критика
По мнению критика газеты «Вечерняя Москва» Константина Фельдмана, показ бытовых моментов, в которых происходит смычка между прозревшим профессором и рабочими «менее убедителен». В частности, он отметил: «…режиссёр несколько мельчит образ учёного. Генерал, обучающий на пишущей машинке матросов или стирающий в уборной бельё — несколько сентиментален; с другой стороны революция предоставляла пришедшим к ним спецам гораздо более важные занятия, чем заведывание вещевым складом». В завершении рецензии он написал, что, «несмотря, однако, на эти недостатки — перед нами хорошая картина, удельный вес которой значительно поднят мастерством кино-оператора Левицкого».
В первом томе четырёхтомного издания «История советского кино. 1917—1967» отмечалось, что история о переходе бывшего генерала царской армии на сторону красных «потеряла свою действенность и не выиграла в психологической разработке характера».
По утверждению автора книги «Советские писатели в кинематографе. 20—30-е годы» Стэллы Гуревич, в фильме кинематографический ракурс «был обращён не к „личной интриге“, но к личной судьбе человека в революции, судьбе необычной и драматической».